# Chrysobothris angulipicta
Chrysobothris angulipicta es una especie de escarabajo del género Chrysobothris, familia Buprestidae. Fue descrita científicamente por Kerremans en 1903.